# Red Sea Egyptian Classic
De Red Sea Egyptian Classic is een golftoernooi op de agenda van de Pro Golf Tour (voorheen EPD Tour).
Het toernooi wordt gespeeld op de Sokhna Golf Club in Ain El Sokhna. De par van die baan is 72. Het prijzengeld is € 30.000, waarvan de winnaar € 5.000  krijgt.
In de weken voor dit toernooi organiseert de Alps Tour hier twee toernooien, en enkele dagen na de Egyptian Classic wordt het Red Sea Ain Sokhna Open gespeeld.

## 2013
De eerste editie van de Classic en het Open was in 2013, de Classic werd van 19-21 maart gespeeld en gewonnen door Tiago Cruz, het Open werd van 26-28 maart gespeeld en gewonnen door rookie Antoine Schwartz, die Fernand Osther, David Antonelli en Philipp Mejow in de play-off versloeg. 
| Red Sea Egyptian Classic | Red Sea Egyptian Classic | Red Sea Egyptian Classic | Red Sea Egyptian Classic | Red Sea Egyptian Classic | Red Sea Egyptian Classic | Red Sea Egyptian Classic |
| Naam                     | R1                       | R2                       | R3                       | Totaal                   | Totaal                   | Nr                       |
| ------------------------ | ------------------------ | ------------------------ | ------------------------ | ------------------------ | ------------------------ | ------------------------ |
| Tiago Cruz               | 66                       | 69                       | 69                       | 204                      | -12                      | 1                        |
| Christopher Mivis        | 73                       | 70                       | 76                       | 219                      | +3                       | T16                      |
| Richard Kind             | 74                       | 70                       | 73                       | 217                      | +1                       | T20                      |
| Robin Kind               | 71                       | 73                       | 75                       | 219                      | +3                       | T28                      |
| Menno van Dijk           | 78                       | 68                       | 74                       | 220                      | +4                       | T32                      |
| Igor Mandjes             | 79                       | 74                       | 153                      | MC                       |                          |                          |
| Floris de Haas           | 77                       | 79                       | 156                      | MC                       |                          |                          |
| Fernand Osther           | 82                       | 75                       | 157                      | MC                       |                          |                          |
| Liep Shien Chong         | 83                       | 76                       | 159                      | MC                       |                          |                          |

## 2014
In 2014 worden op Sokhna weer eerst twee toernooien van de Alps Tour gespeeld en daarna de Red Sea Egyptian Classic van 18-20 maart en de Red Sea Ain Sokhna Classic van 24-26 maart.
| Red Sea Egyptian Classic | Red Sea Egyptian Classic | Red Sea Egyptian Classic | Red Sea Egyptian Classic | Red Sea Egyptian Classic | Red Sea Egyptian Classic | Red Sea Egyptian Classic |
| Naam                     | R1                       | R2                       | R3                       | Totaal                   | Totaal                   | Nr                       |
| ------------------------ | ------------------------ | ------------------------ | ------------------------ | ------------------------ | ------------------------ | ------------------------ |
| Ken Benz                 | 65                       | 67                       | 65                       | 197                      | -19                      | 1                        |
| Reinier Saxton           | 74                       | 70                       | 70                       | 214                      | -2                       | T8                       |
| Maarten Bosch            | 73                       | 77                       | 68                       | 218                      | +2                       | T16                      |
| Floris de Vries          | 77                       | 74                       | 68                       | 219                      | +3                       | T18                      |
| Martijn Vermei           | 76                       | 71                       | 75                       | 222                      | +6                       | T23                      |
| Floris de Haas           | 77                       | 75                       | 78                       | 230                      | +14                      | 44                       |
| David van den Dungen     | 79                       | 73                       | 82                       | 234                      | +18                      | 46                       |

Fernand Osther en Thomas Merkx misten de cut.